# Obsjtina Krumovgrad
Obsjtina Krumovgrad (bulgariska: Община Крумовград) är en kommun i Bulgarien.   Den ligger i regionen Kărdzjali, i den södra delen av landet, 240 km sydost om huvudstaden Sofia. Antalet invånare är 8 690. Arean är 5,1 kvadratkilometer.
Obsjtina Krumovgrad delas in i:
- Avren
- Bagriltsi
- Buk
- Vransko
- Goljama Tjinka
- Goljam Devesil
- Goljamo Kamenjane
- Gorna kula
- Grivka
- Gulijka
- Gulija
- Devesilovo
- Dzjanka
- Dolna kula
- Egrek
- Zvănarka
- Kandilka
- Kovil
- Krasino
- Kăklitsa
- Lesjtarka
- Lulitjka
- Malko Kamenjane
- Malăk Devesil
- Metlika
- Morjantsi
- Ovtjari
- Perunika
- Podrumtje
- Polkovnik Zjeljazovo
- Pototjnitsa
- Ribino
- Rogatj
- Siniger
- Slivarka
- Stari tjal
- Strandzjevo
- Studen kladenets
- Tintiava
- Tokatjka
- Pasjintsi
- Chrastovo
- Tjal
- Tjernitjevo
- Tjernooki

Följande samhällen finns i Obsjtina Krumovgrad:
- Krumovgrad